# Kazoom
Kazoom ist eine deutsche Action-Spielshow, die auf Nickelodeon ausgestrahlt wird. Die Moderatoren der Show sind Sascha Quade, DominoKati und Konrad Stöckel.

## Inhalt
Verschiedene Kinder kämpfen immer in Zweierteams bei verschiedenen Attraktionen und kniffligen Aufgaben gegeneinander.

## Episodenliste

### Staffel 1
| Nr. (ges.) | Nr. (St.) | Originaltitel | Erstausstrahlung Deutschland |
| ---------- | --------- | ------------- | ---------------------------- |
| 1          | 1         | Folge 1       | 14. Aug. 2016                |
| 2          | 2         | Folge 2       | 21. Aug. 2016                |
| 3          | 3         | Folge 3       | 28. Aug. 2016                |
| 4          | 4         | Folge 4       | 4. Sep. 2016                 |
| 5          | 5         | Folge 5       | 11. Sep. 2016                |
| 6          | 6         | Folge 6       | 18. Sep. 2016                |
| 7          | 7         | Folge 7       | 25. Sep. 2016                |
| 8          | 8         | Folge 8       | 2. Okt. 2016                 |

### Staffel 2
| Nr. (ges.) | Nr. (St.) | Originaltitel | Erstausstrahlung Deutschland |
| ---------- | --------- | ------------- | ---------------------------- |
| 9          | 1         | Folge 1       | 23. Juli 2017                |
| 10         | 2         | Folge 2       | 30. Juli 2017                |
| 11         | 3         | Folge 3       | 6. Aug. 2017                 |
| 12         | 4         | Folge 4       | 13. Aug. 2017                |
| 13         | 5         | Folge 5       | 20. Aug. 2017                |
| 14         | 6         | Folge 6       | 27. Aug. 2017                |
| 15         | 7         | Folge 7       | 3. Sep. 2017                 |
| 16         | 8         | Folge 8       | 10. Sep. 2017                |

### Staffel 3
| Nr. (ges.) | Nr. (St.) | Originaltitel | Erstausstrahlung Deutschland |
| ---------- | --------- | ------------- | ---------------------------- |
| 17         | 1         | Folge 1       | 22. Juli 2018                |
| 18         | 2         | Folge 2       | 29. Juli 2018                |
| 19         | 3         | Folge 3       | 5. Aug. 2018                 |
| 20         | 4         | Folge 4       | 12. Aug. 2018                |
| 21         | 5         | Folge 5       | 19. Aug. 2018                |
| 22         | 5         | Folge 5       | 26. Aug. 2018                |